# اسمیت‌سونیا (آلاباما)
اسمیت‌سونیا (به انگلیسی: Smithsonia) یک منطقهٔ مسکونی در ایالات متحده آمریکا است که در آلاباما واقع شده‌است. اسمیت‌سونیا ۱۵۶٫۰۶ متر بالاتر از سطح دریا قرار دارد.